# 花輪貝塚
座標: 北緯35度36分54秒 東経140度09分39秒 / 北緯35.61500度 東経140.16083度
花輪貝塚（はなわかいづか）は、 千葉県千葉市若葉区加曽利町にある貝塚および環状集落、また古墳時代から平安時代にかけての集落跡を含む複合遺跡である。2006年（平成18年）7月28日に国の史跡に指定された。

## 概要
千葉市内、都川本流と仁戸名支谷の合流点の北岸に形成された、標高30メートルの舌状台地上に所在する、大型環状集落である。周辺には縄文時代の遺跡が多数あり、北800メートルのところには特別史跡加曽利貝塚がある。

## 調査の経過
本遺跡の存在は早くから知られており、かつては「兼坂貝塚」と呼ばれていた。1941年の『人類学雑誌』56巻5号に酒詰伸男がイタボガキ製貝輪の出土地として本遺跡に言及したのが、文献上の初出である。2003年度、土地所有者から開発・売却の話が持ち上がり、千葉市教育振興財団が千葉市教育委員会の指導のもと調査を実施したことによって全容が明らかとなった。

## 遺構
遺跡は径約120メートルの環状をなし、そこに4か所の貝層が形成されている。遺構としては、縄文時代の竪穴建物跡29軒、古墳時代から平安時代の竪穴建物50軒が検出されている。貝層の形成時期は、縄文時代後期の堀之内式期に限定されており、単一時期に形成された斜面貝層を有する点が本遺跡の特色である。
貝種は腹足綱（巻貝）8種、二枚貝綱11種が確認されている。イボキサゴが圧倒的な専有種となっており、この点は東京湾東岸の貝塚に共通する。イボキサゴに次いで多いのはハマグリで、他にアサリ、シオフキなどがみられる。